# La Redorte
La Redorte  est une commune française située dans le nord du département de l'Aude, en région Occitanie.
Sur le plan historique et culturel, la commune fait partie du Minervois, un pays de basses collines qui s'étend du Cabardès, à l'ouest, au Biterrois à l'est, et de la Montagne Noire, au nord, jusqu'au fleuve Aude au sud. Exposée à un climat méditerranéen, elle est drainée par le canal du Midi, l'Aude, l'Argent-Double, le ruisseau de Naval et par divers autres petits cours d'eau. La commune possède un patrimoine naturel remarquable composé d'une zone naturelle d'intérêt écologique, faunistique et floristique.
La Redorte est une commune rurale qui compte 1 275 habitants en 2022, après avoir connu une forte hausse de la population depuis 1975. Elle fait partie de l'aire d'attraction de Narbonne. Ses habitants sont appelés les Redortais ou  Redortaises.
Le patrimoine architectural de la commune comprend un immeuble protégé au titre des monuments historiques : le canal du Midi (épanchoir de l'Argent-Double), inscrit en 1996.

## Géographie

### Localisation
Commune située dans le Minervois sur le canal du Midi au confluent de l'Aude et de l'Argent-Double.

### Toponymie
Mentions anciennes : Redorta (1080), Castrum de Redorta 1188, La Redorta (1408), La Redorte (1576).
D'après Astor, le nom de La Redorte viendrait de "redòrta" (occitan) dont  le sens est "une clôture faite de branchages entrelacés", d'où le sens de "fortifications". Il est aussi possible que  redòrta soit à prendre pour un collectif, un lieu où l'on trouve des branches flexibles.
Par décret du 26 mars 1993, Laredorte, en un seul mot, s'est appelée officiellement La Redorte, en deux mots.

### Communes limitrophes
Les communes limitrophes sont  Azille, Castelnau-d'Aude, Puichéric, Rieux-Minervois, Roquecourbe-Minervois et Tourouzelle.
| Rieux-Minervois | Azille                | Tourouzelle      |
| Puichéric       | La Redorte            | Castelnau-d'Aude |
|                 | Roquecourbe-Minervois |                  |

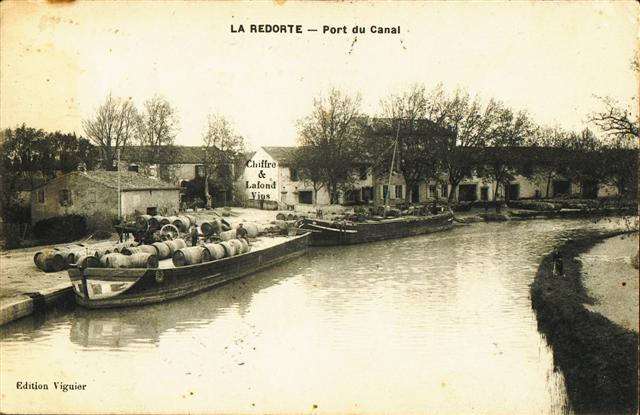
Le port de La Redorte vers 1900. (carte postale ancienne).
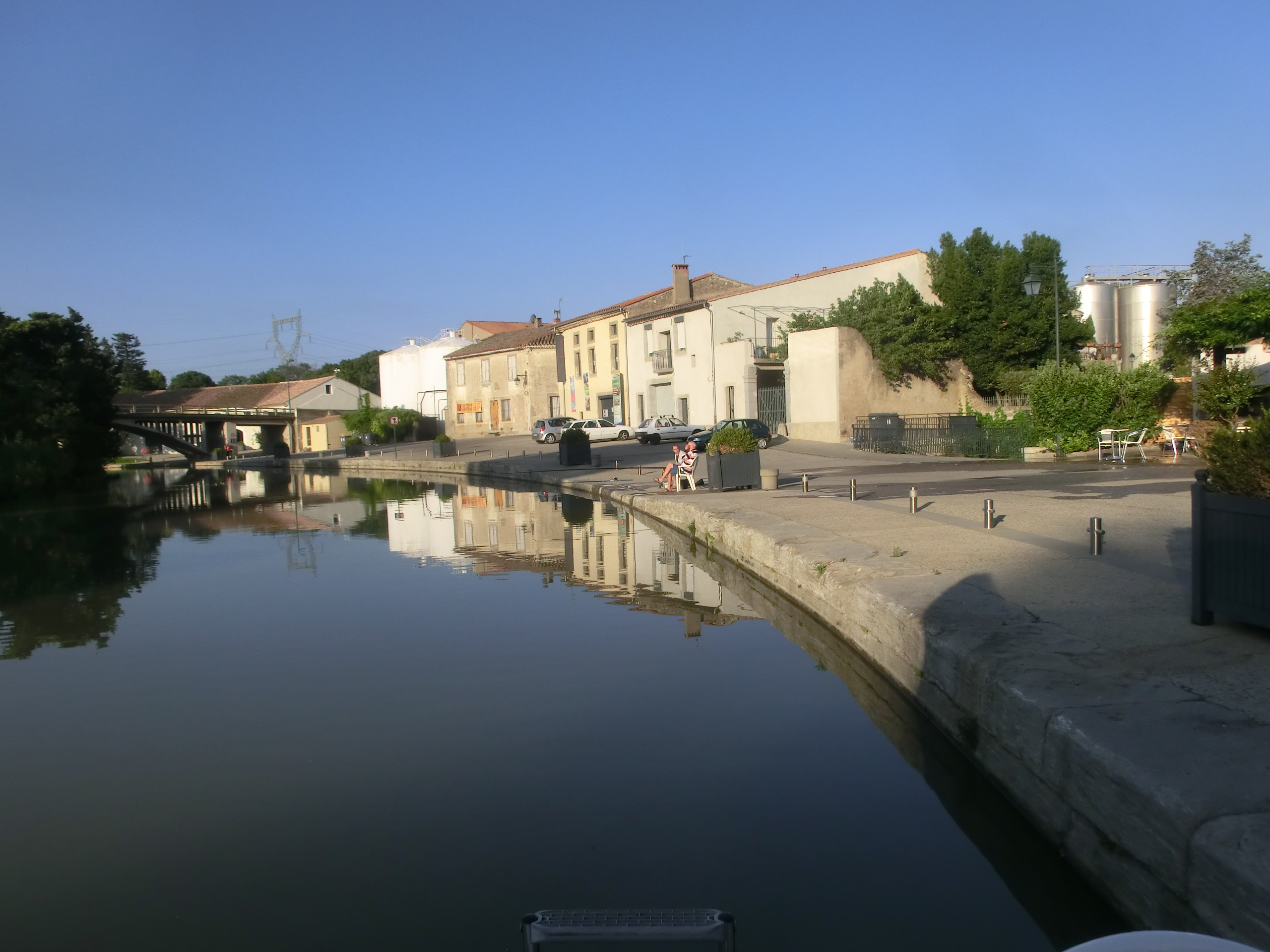
Le port de La Redorte sur le canal du Midi.
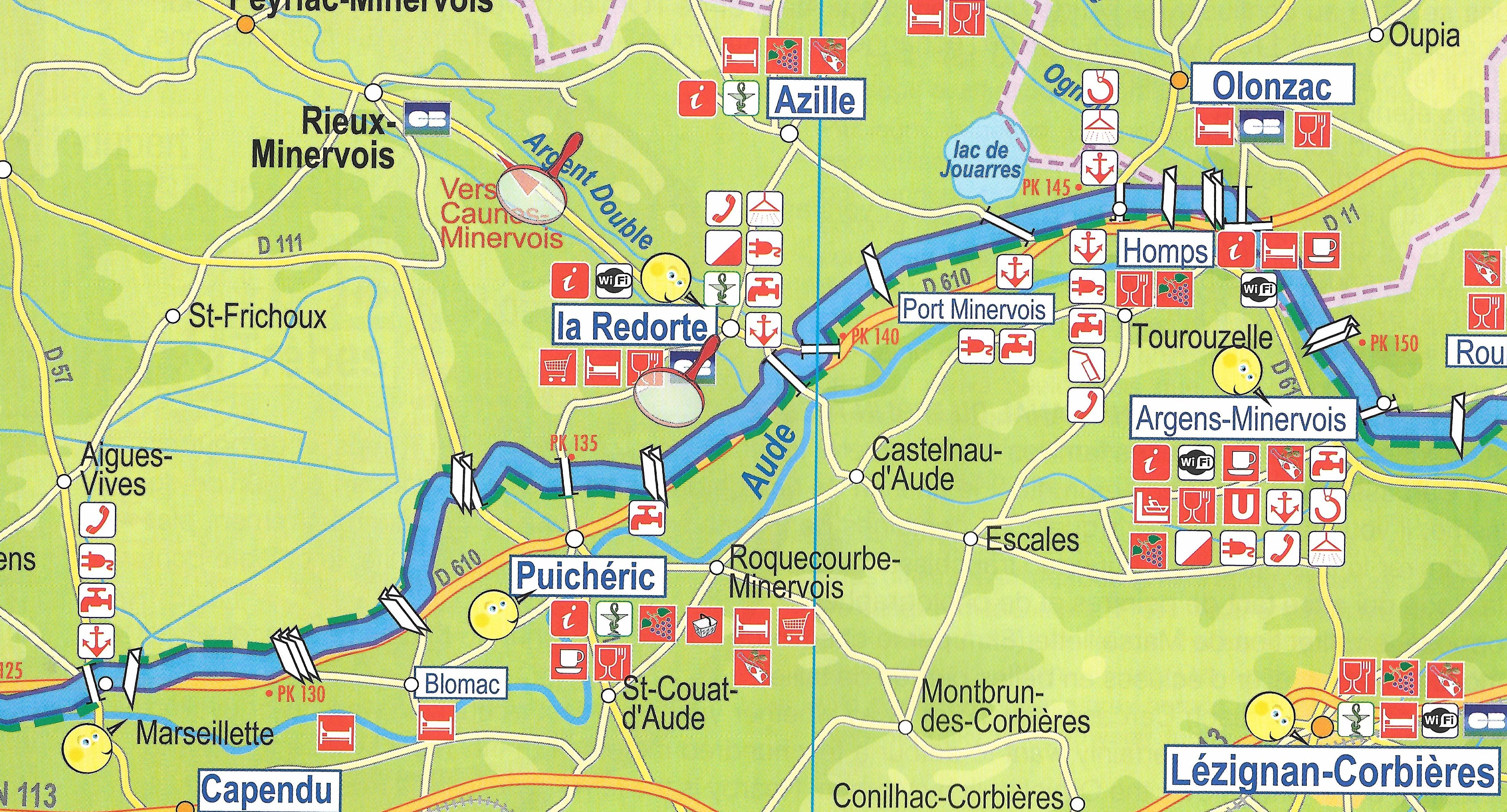
Carte du canal du Midi à La Redorte.
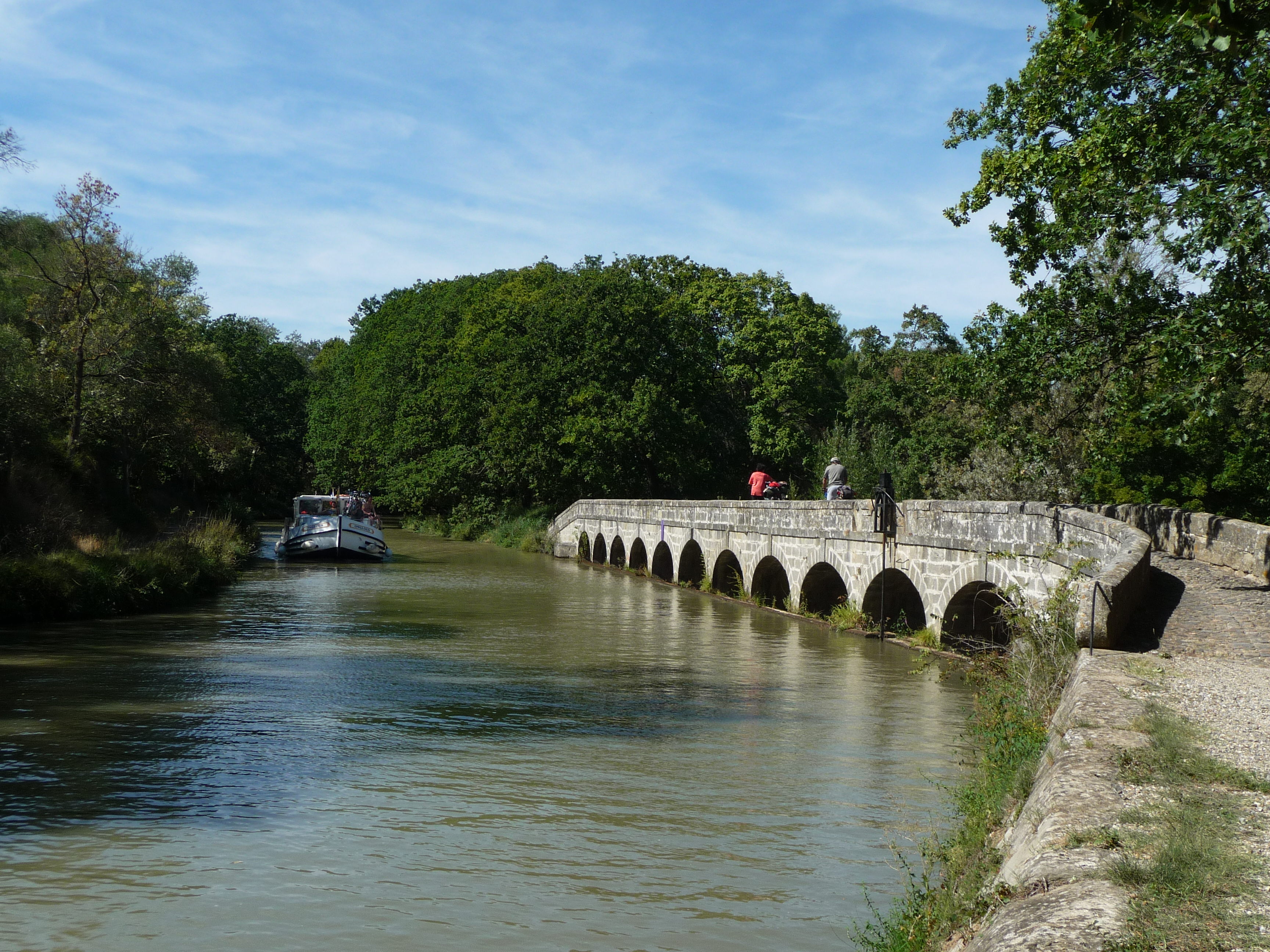
L'épanchoir de l'Argent-Double sur le canal du Midi.

### Hydrographie
La commune est dans la région hydrographique « Côtiers méditerranéens », au sein du bassin hydrographique Rhône-Méditerranée-Corse. Elle est drainée par le canal du Midi, l'Aude, l'Argent-Double, le ruisseau de Naval, le ruisseau de Carguepailles, le ruisseau de la Lombarde, le ruisseau de la Marie, le ruisseau de la Valsèque et le ruisseau de Rossignol, qui constituent un réseau hydrographique de 24 km de longueur totale,.
Le canal du Midi, d'une longueur totale de 239,8 km, est un canal de navigation à bief de partage qui relie Toulouse à la mer Méditerranée depuis le xviie siècle.
L'Aude, d'une longueur totale de 223,59 km, prend sa source dans la commune des Angles et s'écoule du sud vers le nord. Elle traverse la commune et se jette dans le golfe du Lion à Fleury, après avoir traversé 73 communes.
L'Argent-Double, d'une longueur totale de 37,4 km, prend sa source dans la commune de Lespinassière et s'écoule vers le sud. Il traverse la commune et se jette dans l'Aude sur le territoire communal, après avoir traversé 8 communes.
Le ruisseau de Naval, d'une longueur totale de 18,8 km, prend sa source dans la commune de Caunes-Minervois et s'écoule vers le sud-est. Il traverse la commune et se jette dans l'Aude sur le territoire communal, après avoir traversé 6 communes.

### Climat
Pour des articles plus généraux, voir Climat de l'Occitanie et Climat de l'Aude.
En 2010, le climat de la commune est de type climat méditerranéen franc, selon une étude s'appuyant sur une série de données couvrant la période 1971-2000. En 2020, Météo-France publie une typologie des climats de la France métropolitaine dans laquelle la commune est exposée à un climat méditerranéen et est dans la région climatique Provence, Languedoc-Roussillon, caractérisée par une pluviométrie faible en été, un très bon ensoleillement (2 600 h/an), un été chaud (21,5 °C), un air très sec en été, sec en toutes saisons, des vents forts (fréquence de 40 à 50 % de vents > 5 m/s) et peu de brouillards.
Pour la période 1971-2000, la température annuelle moyenne est de 14,7 °C, avec  une amplitude thermique annuelle de 16,2 °C. Le cumul annuel moyen de précipitations est de 569 mm, avec 7 jours de précipitations en janvier et 3 jours en juillet. Pour la période 1991-2020 la température moyenne annuelle observée sur la station météorologique la plus proche, située sur la commune de Lézignan-Corbières à 10 km à vol d'oiseau, est de 15,2 °C et le cumul annuel moyen de précipitations est de 678,7 mm,. Pour l'avenir, les paramètres climatiques de la commune estimés pour 2050 selon différents scénarios d’émission de gaz à effet de serre sont consultables sur un site dédié publié par Météo-France en novembre 2022.

### Milieux naturels et biodiversité

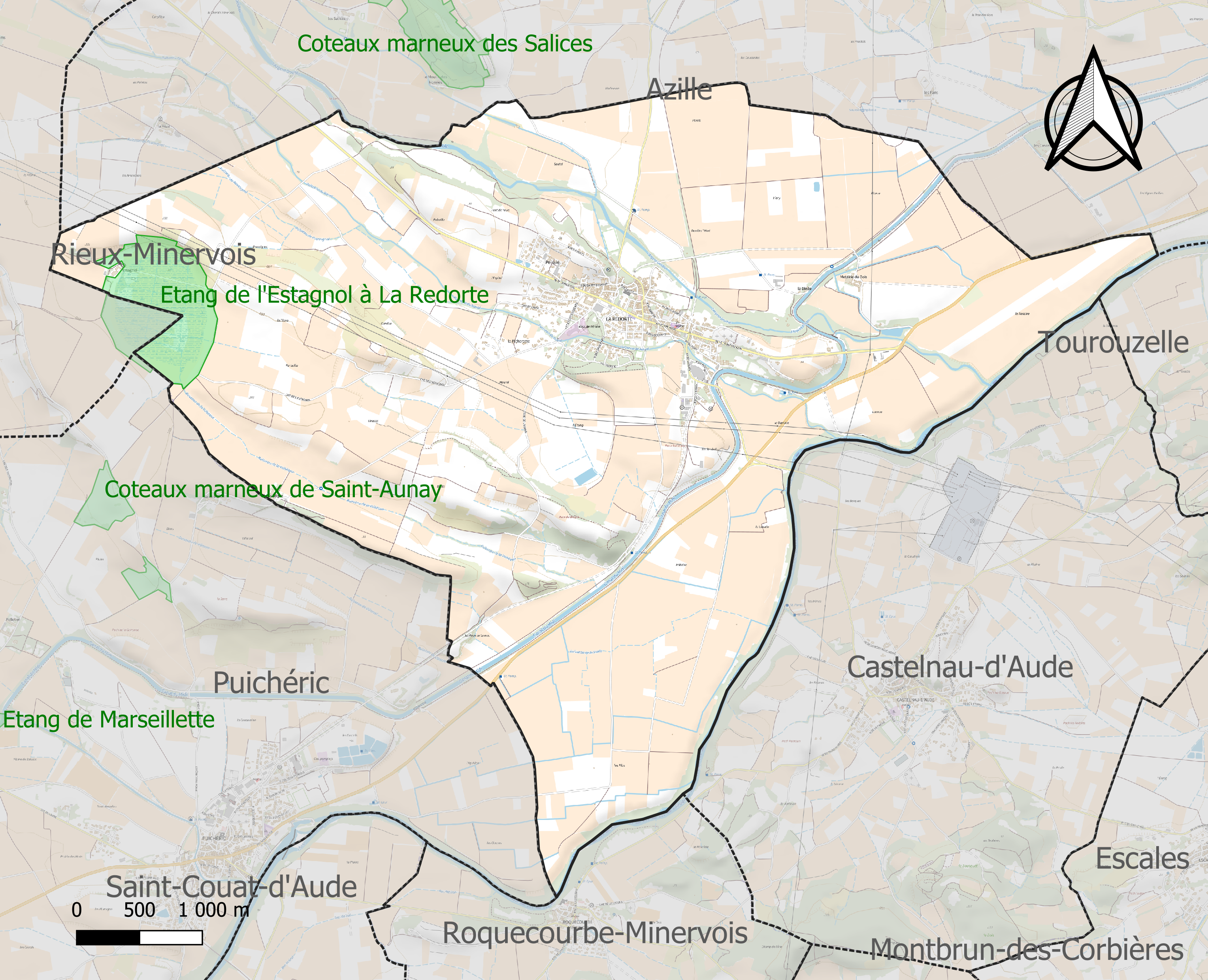
Carte de la ZNIEFF de type 1 localisée sur la commune.

L’inventaire des zones naturelles d'intérêt écologique, faunistique et floristique (ZNIEFF) a pour objectif de réaliser une couverture des zones les plus intéressantes sur le plan écologique, essentiellement dans la perspective d’améliorer la connaissance du patrimoine naturel national et de fournir aux différents décideurs un outil d’aide à la prise en compte de l’environnement dans l’aménagement du territoire.
Une ZNIEFF de type 1 est recensée sur la commune :
l'« étang de l'Estagnol à La Redorte » (42 ha), couvrant 2 communes du département.

## Urbanisme

### Typologie
Au 1er janvier 2024, La Redorte est catégorisée bourg rural, selon la nouvelle grille communale de densité à 7 niveaux définie par l'Insee en 2022.
Elle est située hors unité urbaine. Par ailleurs la commune fait partie de l'aire d'attraction de Narbonne, dont elle est une commune de la couronne,. Cette aire, qui regroupe 71 communes, est catégorisée dans les aires de 50 000 à moins de 200 000 habitants,.

### Occupation des sols
L'occupation des sols de la commune, telle qu'elle ressort de la base de données européenne d’occupation biophysique des sols Corine Land Cover (CLC), est marquée par l'importance des territoires agricoles (91,8 % en 2018), en diminution par rapport à 1990 (95,4 %). La répartition détaillée en 2018 est la suivante : 
cultures permanentes (86,8 %), zones agricoles hétérogènes (5 %), zones urbanisées (4,6 %), milieux à végétation arbustive et/ou herbacée (2,5 %), forêts (1,1 %). L'évolution de l’occupation des sols de la commune et de ses infrastructures peut être observée sur les différentes représentations cartographiques du territoire : la carte de Cassini (XVIIIe siècle), la carte d'état-major (1820-1866) et les cartes ou photos aériennes de l'IGN pour la période actuelle (1950 à aujourd'hui).

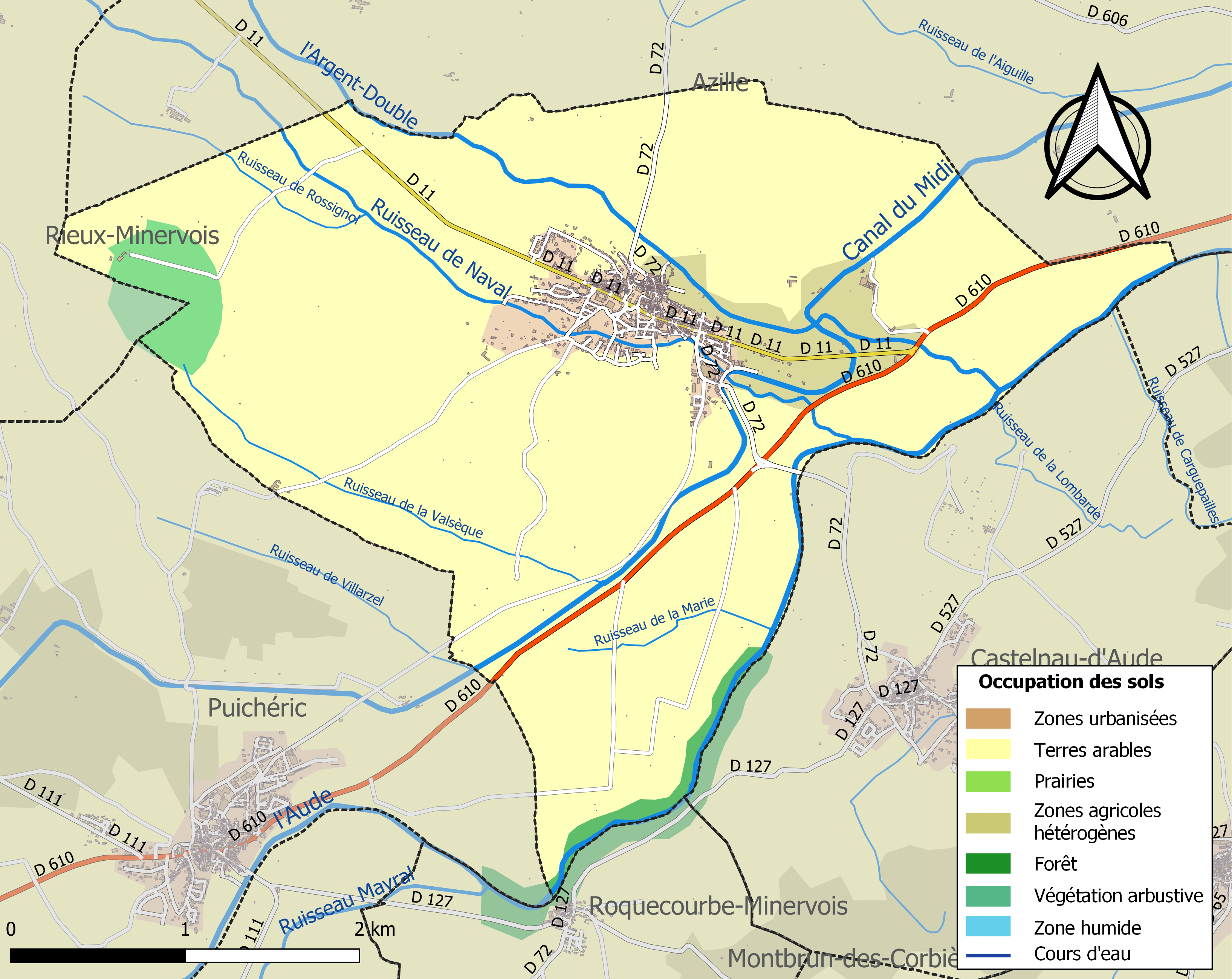
Carte des infrastructures et de l'occupation des sols de la commune en 2018 (CLC).

### Risques majeurs
Le territoire de la commune de La Redorte est vulnérable à différents aléas naturels : météorologiques (tempête, orage, neige, grand froid, canicule ou sécheresse), inondations et séisme (sismicité faible). Il est également exposé à deux risques technologiques, le transport de matières dangereuses et la rupture d'un barrage, et à un risque particulier : le risque de radon. Un site publié par le BRGM permet d'évaluer simplement et rapidement les risques d'un bien localisé soit par son adresse soit par le numéro de sa parcelle.

#### Risques naturels
Certaines parties du territoire communal sont susceptibles d’être affectées par le risque d’inondation par débordement de cours d'eau, notamment l'Argent-Double, le ruisseau de Naval, le canal du Midi et l'Aude. La commune a été reconnue en état de catastrophe naturelle au titre des dommages causés par les inondations et coulées de boue survenues en 1982, 1987, 1992, 1996, 1999, 2005, 2009, 2017 et 2018,.

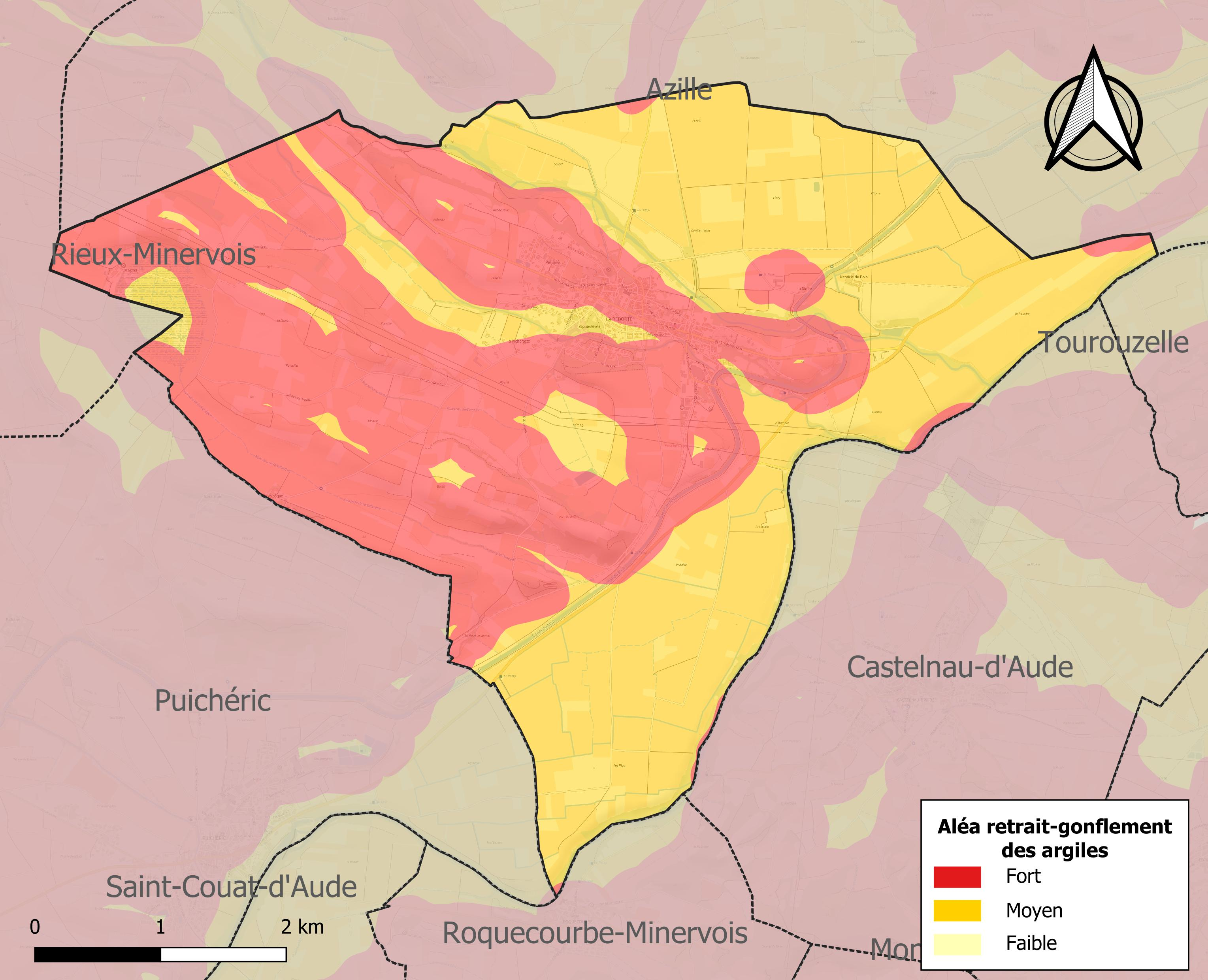
Carte des zones d'aléa retrait-gonflement des sols argileux de La Redorte.

Le retrait-gonflement des sols argileux est susceptible d'engendrer des dommages importants aux bâtiments en cas d’alternance de périodes de sécheresse et de pluie. La totalité de la commune est en aléa moyen ou fort (75,2 % au niveau départemental et 48,5 % au niveau national). Sur les 679 bâtiments dénombrés sur la commune en 2019, 679 sont en aléa moyen ou fort, soit 100 %, à comparer aux 94 % au niveau départemental et 54 % au niveau national. Une cartographie de l'exposition du territoire national au retrait gonflement des sols argileux est disponible sur le site du BRGM,.

#### Risques technologiques
Le risque de transport de matières dangereuses sur la commune est lié à sa traversée par une route à fort trafic. Un accident se produisant sur une telle infrastructure est en effet susceptible d’avoir des effets graves au bâti ou aux personnes jusqu’à 350 m, selon la nature du matériau transporté. Des dispositions d’urbanisme peuvent être préconisées en conséquence.
La commune est en outre située en aval des barrages de Matemale et de Puyvalador, deux ouvrages de classe A, situés dans le département des Pyrénées-Orientales. À ce titre elle est susceptible d’être touchée par l’onde de submersion consécutive à la rupture d'un de ces ouvrages.

#### Risque particulier
Dans plusieurs parties du territoire national, le radon, accumulé dans certains logements ou autres locaux, peut constituer une source significative d’exposition de la population aux rayonnements ionisants. Certaines communes du département sont concernées par le risque radon à un niveau plus ou moins élevé. Selon la classification de 2018, la commune de La Redorte est classée en zone 2, à savoir zone à potentiel radon faible mais sur lesquelles des facteurs géologiques particuliers peuvent faciliter le transfert du radon vers les bâtiments.

## Histoire
Les plus anciens titres montrent que La Redorte appartenait à des vassaux des comtes de Carcassonne. Après la croisade des Albigeois, la Redorte passe à la Maison de Nigri (ou Le Noir), qui faisait partie du petit nombre de seigneurs locaux qui adoptèrent le parti de Simon de Montfort. En 1217, Nigri de La Redorte fait hommage-lige à Amaury de Montfort en 1217 pour les biens qui lui ont été donnés à La Redorte par Simon de Montfort. En 1382, le duc de Berry occupe La Redorte.
Au XVIIIe siècle, le domaine passe de la famille de Nigri à la famille de Peyrat. Celui-ci comporte un château, dont les bâtiments ont été construits au début du même siècle, et un important vignoble. Au début du XIXe siècle, la famille Peyrat vend ses propriétés au général Maurice Mathieu (de la Redorte) qui obtient le 9 avril 1817 le droit d'accoler à son nom celui de son château. Son fils Joseph Mathieu de la Redorte agrandit le domaine et restaure le château à partir de  1849.
Le 31 août 1887, un cyclone d'une violence exceptionnelle ravage la commune dont un quartier entier est rasé.
Durant la Seconde Guerre mondiale, la commune est occupée après 1942 par les forces allemandes. Le château de La Redorte abrite alors l'état-major de la Gestapo dans le Minervois. Le village abrite également le quartier-général clandestin de la Résistance dans le Minervois.
Aujourd'hui, le château, toujours propriété privée, a été entièrement rénové pour être transformé en une résidence 4 étoiles abritant 25 suites adaptées aux courts et longs séjours.

## Politique et administration

### Liste des maires
| Période                                  | Période   | Identité           | Étiquette | Qualité                                                                                                 |
| ---------------------------------------- | --------- | ------------------ | --------- | --- |
| 1947                                     | mars 1971 | Louis Liabot       | PS        | Viticulteur, Conseiller général du canton de Peyriac-Minervois (1949→1973)                              |
| mars 1977                                | juin 1995 | Louis Sié          | PS        | Viticulteur                                                                                             |
| juin 1995                                | mai 2020  | Pierre-Henri Ilhes | PS        | Directeur financier, Président du SMMAR EPTB Aude, Vice-président de Carcassonne Agglo                  |
| mai 2020                                 | En cours  | Christian Magro    |           | Cadre au Centre départemental de la fonction publique territoriale, Vice-président de Carcassonne Agglo |
| Les données manquantes sont à compléter. |           |                    |           | |

## Démographie
| 1793 | 1800 | 1806 | 1821 | 1831 | 1836 | 1841 | 1846 | 1851 |
| ---- | ---- | ---- | ---- | ---- | ---- | ---- | ---- | ---- |
| 475  | 472  | 544  | 711  | 754  | 780  | 747  | 758  | 858  |

| 1856 | 1861 | 1866 | 1872  | 1876  | 1881  | 1886  | 1891  | 1896  |
| ---- | ---- | ---- | ----- | ----- | ----- | ----- | ----- | ----- |
| 869  | 880  | 970  | 1 004 | 1 139 | 1 288 | 1 277 | 1 234 | 1 286 |

| 1901  | 1906  | 1911  | 1921  | 1926  | 1931  | 1936  | 1946  | 1954  |
| ----- | ----- | ----- | ----- | ----- | ----- | ----- | ----- | ----- |
| 1 354 | 1 336 | 1 303 | 1 385 | 1 488 | 1 403 | 1 386 | 1 255 | 1 227 |

| 1962  | 1968  | 1975  | 1982  | 1990  | 1999  | 2004  | 2006  | 2009  |
| ----- | ----- | ----- | ----- | ----- | ----- | ----- | ----- | ----- |
| 1 192 | 1 138 | 1 073 | 1 007 | 1 032 | 1 037 | 1 123 | 1 139 | 1 117 |

| 2014  | 2019  | 2022  | - | - | - | - | - | - |
| ----- | ----- | ----- | - | - | - | - | - | - |
| 1 118 | 1 227 | 1 275 | - | - | - | - | - | - |

## Économie

### Revenus
En 2018  (données Insee publiées en septembre 2021), la commune compte 494 ménages fiscaux, regroupant 1 058 personnes. La médiane du revenu disponible par unité de consommation est de 18 630 € (19 240 € dans le département).

### Emploi
| Division       | 2008   | 2013   | 2018   |
| -------------- | ------ | ------ | ------ |
| Commune        | 9,9 %  | 13,7 % | 12,6 % |
| Département    | 10,2 % | 12,8 % | 12,6 % |
| France entière | 8,3 %  | 10 %   | 10 %   |

En 2018, la population âgée de 15 à 64 ans s'élève à 619 personnes, parmi lesquelles on compte 72,5 % d'actifs (60 % ayant un emploi et 12,6 % de chômeurs) et 27,5 % d'inactifs,. En  2018, le taux de chômage communal (au sens du recensement) des 15-64 ans est supérieur à celui de la France et du département, alors qu'il était inférieur à celui du département en 2008.
La commune fait partie de la couronne de l'aire d'attraction de Narbonne, du fait qu'au moins 15 % des actifs travaillent dans le pôle,. Elle compte 363 emplois en 2018, contre 331 en 2013 et 412 en 2008. Le nombre d'actifs ayant un emploi résidant dans la commune est de 374, soit un indicateur de concentration d'emploi de 97,1 % et un taux d'activité parmi les 15 ans ou plus de 44 %.
Sur ces 374 actifs de 15 ans ou plus ayant un emploi, 144 travaillent dans la commune, soit 39 % des habitants. Pour se rendre au travail, 79,4 % des habitants utilisent un véhicule personnel ou de fonction à quatre roues, 0,5 % les transports en commun, 13,5 % s'y rendent en deux-roues, à vélo ou à pied et 6,5 % n'ont pas besoin de transport (travail au domicile).

### Activités hors agriculture

#### Secteurs d'activités
93 établissements sont implantés  à la Redorte au 31 décembre 2019. Le tableau ci-dessous en détaille le nombre par secteur d'activité et compare les ratios avec ceux du département,.
| Secteur d'activité                                                                                        | Commune | Commune | Département |
| Secteur d'activité                                                                                        | Nombre  | %       | %           |
| --- | ------- | ------- | ----------- |
| Ensemble                                                                                                  | 93      | 100 %   | (100 %)     |
| Industrie manufacturière, industries extractives et autres                                                | 7       | 7,5 %   | (8,8 %)     |
| Construction                                                                                              | 10      | 10,8 %  | (14 %)      |
| Commerce de gros et de détail, transports, hébergement et restauration                                    | 32      | 34,4 %  | (32,3 %)    |
| Information et communication                                                                              | 1       | 1,1 %   | (1,6 %)     |
| Activités financières et d'assurance                                                                      | 2       | 2,2 %   | (2,7 %)     |
| Activités immobilières                                                                                    | 8       | 8,6 %   | (5,2 %)     |
| Activités spécialisées, scientifiques et techniques et activités de services administratifs et de soutien | 5       | 5,4 %   | (13,3 %)    |
| Administration publique, enseignement, santé humaine et action sociale                                    | 19      | 20,4 %  | (13,2 %)    |
| Autres activités de services                                                                              | 9       | 9,7 %   | (8,8 %)     |

Le secteur du commerce de gros et de détail, des transports, de l'hébergement et de la restauration est prépondérant sur la commune puisqu'il représente 34,4 % du nombre total d'établissements de la commune (32 sur les 93 entreprises implantées  à la La Redorte), contre 32,3 % au niveau départemental.

#### Entreprises
Les quatre entreprises ayant leur siège social sur le territoire communal qui génèrent le plus de chiffre d'affaires en 2020 sont : 
- Prima, supermarchés (8 556 k€)
- Residence Antinea, hébergement médicalisé pour personnes âgées (2 020 k€)
- GMTP Gatti, travaux de terrassement courants et travaux préparatoires (145 k€)
- Aud'assistance Services, autres travaux de finition (26 k€)

Tourisme : château de La Redorte, canal du Midi, Office de Tourisme Maison du Port, gîtes et chambres d'hôtes.
Tertiaire : Maison de famille résidence Antinéa.
Commerces : boulangerie, charcuterie, supermarché Intermarché, presse-bureau de tabac, coiffeur, restaurants, salon de beauté, agence immobilière, garages, menuiserie, banques, La Poste.
Services médicaux : cabinet médical, docteur, infirmières, pédicure-podologue, dentiste, kinésithérapeute.

### Agriculture
La commune fait partie de la petite région agricole dénommée « Région viticole ». En 2020, l'orientation technico-économique de l'agriculture  sur la commune est la viticulture.
|               | 1988  | 2000 | 2010 | 2020 |
| ------------- | ----- | ---- | ---- | ---- |
| Exploitations | 118   | 83   | 52   | 45   |
| SAU (ha)      | 1 000 | 996  | 768  | 720  |

Le nombre d'exploitations agricoles en activité et ayant leur siège dans la commune est passé de 118 lors du recensement agricole de 1988  à 83 en 2000 puis à 52 en 2010 et enfin à 45 en 2020, soit une baisse de 62 % en 32 ans. Le même mouvement est observé à l'échelle du département qui a perdu pendant cette période 60 % de ses exploitations,. La surface agricole utilisée sur la commune a également diminué, passant de 1 000 ha en 1988 à 720 ha en 2020Parallèlement la surface agricole utilisée moyenne par exploitation a augmenté, passant de 8 à 16 ha.
Viticulture :  Minervois (AOC), Coteaux-de-peyriac (VDP).

## Culture locale et patrimoine

### Lieux et monuments
- Église Saint-Pierre-ès-Liens de La Redorte[46].
- Au niveau de la commune, le canal du midi comprend un ouvrage unique : l'épanchoir de l'Argent-Double. Assurant le bon fonctionnement hydraulique du canal, il permet d'évacuer le trop plein des eaux du canal. Il est composé de onze arches, surplombées d'un pont réservé aux piétons.

Au centre de la commune, le canal du Midi enjambe le ruisseau de Naval au moyen du pont-canal du Rivassel.

### Personnalités liées à la commune
- Philippe Cazal (1948), artiste;
- David-Maurice-Joseph Mathieu de La Redorte (1768-1833), pair de France.
- Joseph Charles Maurice Mathieu de La Redorte (1804-1886), député de l'Aude,
- Louis Liabot, né à Olonzac (Hérault) le 28 juin 1900, décédé à Carcassonne le 26 avril 1977. Viticulteur et pépiniériste. Militant socialiste, membre de la SFIO, Louis Liabot est candidat lors de élections de 1937, il est battu par Henri Gout, député de l'Aude, maire de Citou, et conseiller général du canton de Peryiac-Minervois sortant qui est réélu. Pendant la Seconde Guerre mondiale est un actif résistant. En 1947, il est élu maire de La Redorte et le reste jusqu'en 1977. En mars 1949, Louis Liabot est élu conseiller général du canton de Peyriac-Minervois et le reste jusqu'en septembre 1973.
- Pierre-Henri Ilhes, né le 5 août 1967 à Carcassonne. Directeur financier. Militant socialiste de 1989 à 2020. Élu au conseil municipal de La Redorte le 12 mars 1989. Il devient le 16 juin 1995 le plus jeune maire de La Redorte à l'âge de 27 ans. Réélu à 4 reprises en tant que maire de La Redorte, il est nommé en novembre 2014, Chevalier de l'Ordre national du Mérite par François Hollande, président de la République. Il ne se représente pas lors des élections municipales de 2020 et passe la main volontairement le 23 mai 2020. Par arrêté préfectoral, Madame la Préfète de l'Aude, le nomme Maire-Honoraire de La Redorte le 10 décembre 2020 pour ses 31 années de mandats locaux.
- Jean-Claude Pistoresi né à La Redorte (Aude) le 14 mai 1946. Fonctionnaire en télécommunications, aviateur, violoniste d'orchestres symphonique (conservatoire de Perpignan) et baroque (orchestre de chambre de Carcassonne), il est l'ancien président de l'Association Narbonnaise PTT de Généalogie de 1983 à 1998 (devenue Association Narbonnaise de Généalogie), et en est actuellement l'un des présidents d'honneur[47]. Autodidacte, il est l'auteur de divers romans ainsi que de la monographie villageoise Si La Redorte m'était contée, publiée à compte d'auteur en 2004 dans sa 3e édition à Brasilia (Brésil)[48].
- Andrée Bruguière de Gorgot (1892-1941), poétesse, née à La Redorde.

### Héraldique
| [[Fichier:\|100px\|Blason]] | Blasonnement : D'azur à trois cordages d'or en redorte de quatre anneaux, posés en pal et rangés en fasce. |